# Sudoměřický potok (přítok Radějovky)
Sudoměřický potok je pohraniční potok v okrese Hodonín, levý přítok Radějovky resp. Baťova kanálu, potažmo Moravy. Od vlastního pramene je dlouhý asi 14 km, v kombinaci s přítokem Mandátem 17 km.
Celý tok vede podél česko-slovenské státní hranice, z větší části přesně po ní, na dolním toku se odchyluje vesměs na českou stranu. Historická moravsko-uherská hranice je tudy vedena v nezměněné podobě už od 13. století.

## Průběh toku

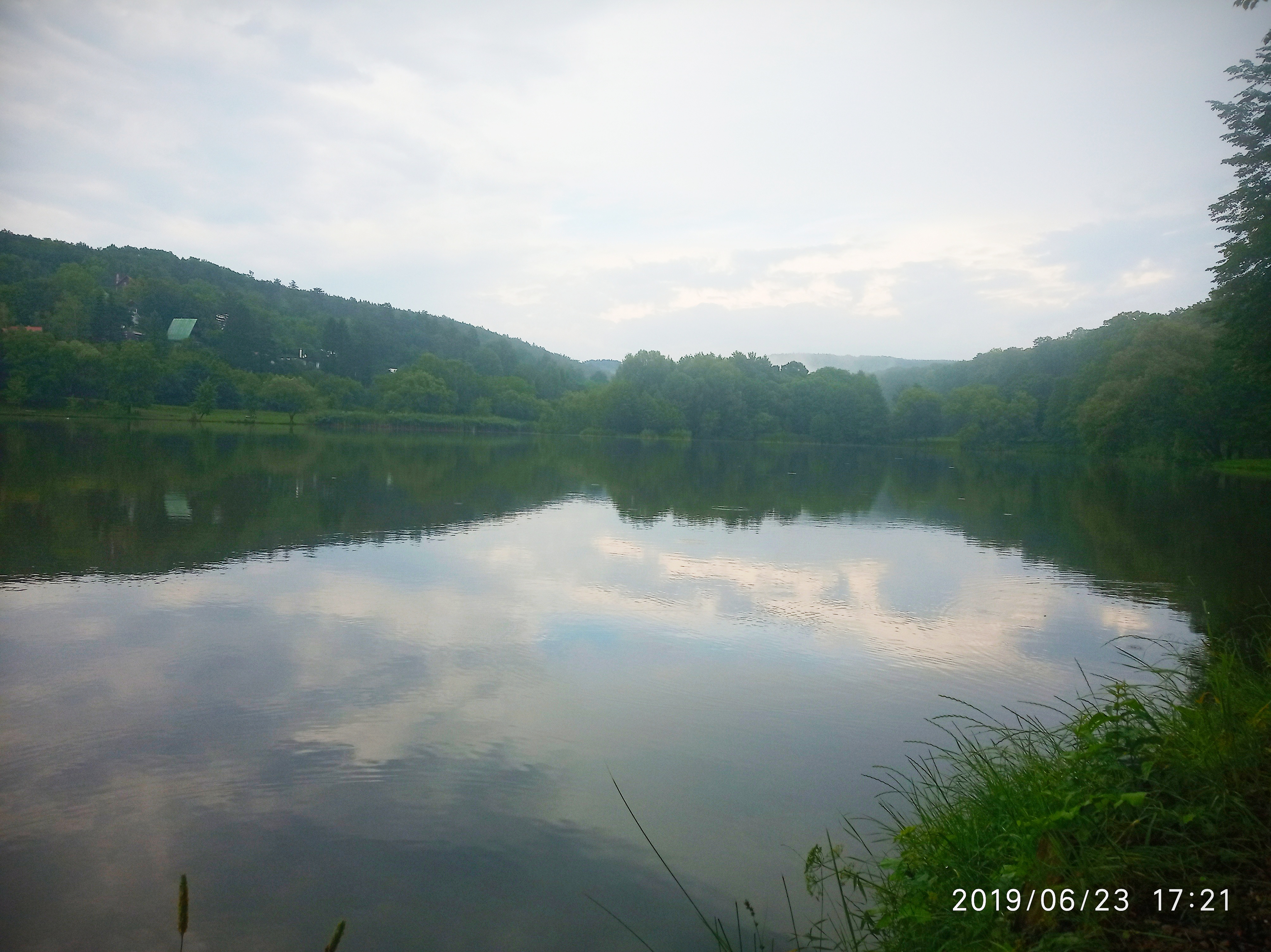
Vodní nádrž Mlýnky (Kostolnica) na Sudoměřickém potoce

Pramení v západních Bílých Karpatech na úbočí Tlsté hory v nadmořské výšce 450–500 metrů, teče zhruba na severozápad, nejprve po hranici mezi katastrem Radějova (Česko) a města Skalice (Slovensko). V radějovské osadě Mlýnky přijímá zprava významný přítok Mandát a ostře mění severní směr na západní až jihozápadní. Za malou vodní nádrží Mlýnky se obrací znovu na severozápad a jeho původně hluboké údolí se rozšiřuje a otevírá do Dolnomoravského úvalu. Protéká okrajem Sudoměřic a západně od nich se vlévá do Baťova kanálu (formálně Radějovka).

## Přítoky
Zleva: Zlatnický potok; zprava: Mandát

## Ochrana přírody
Velká většina pravého (českého) břehu Sudoměřického potoka patří do CHKO Bílé Karpaty, na slovenské straně sahá sousední CHKO Biele Karpaty jen po vodní nádrž Mlýnky/Kostolnica.